# Core Design
Core Design, nota come Rebellion Derby tra il 2006 e il 2010, è stata un'azienda inglese dedita allo sviluppo di videogiochi con sede nella città di Derby (East Midlands), fondata nel 1988 da alcuni ex dipendenti di Gremlin Interactive e chiusa nel 2010.
È principalmente ricordata per aver realizzato i primi sei capitoli della celebre saga di Tomb Raider.

## Storia
Core Design è stata fondata nella città di Derby (East Midlands) il 13 maggio 1988, da un gruppo di ex dipendenti di Gremlin Interactive: Chris Shrigley, Andy Green, Rob Toone, Terry Lloyd, Simon Phipps, Dave Pridmore, Jeremy Smith e Greg Holmes.
L'azienda ha fatto parte del gruppo Centre Gold fino al 1996, anno in cui è stata inglobata da Eidos Interactive. Sotto la guida di Eidos ha sviluppato Tomb Raider, primo capitolo dell'omonima saga, e ha continuato fino al 2003 con Tomb Raider: The Angel of Darkness, che però non ha riscosso grande successo a causa di numerosi bug; a partire dall'anno successivo, Eidos ha deciso di togliere Tomb Raider dalle mani di Core Design per affidarlo a Crystal Dynamics.
Nel 2006 l'azienda è stata venduta al gruppo Rebellion Developments e ha perso i diritti sulle proprietà intellettuali di Eidos; contestualmente ha cambiato nome in Rebellion Derby.
Il 17 marzo 2010 l'azienda ha chiuso i battenti in seguito ad una ristrutturazione aziendale della casa madre.

## Videogiochi
| Anno | Titolo                             | Piattaforme                                                                                             |
| ---- | ---------------------------------- | --- |
| 1988 | Action Fighter                     | Amiga, Atari ST, Amstrad CPC, Commodore 64, ZX Spectrum                                                 |
| 1989 | Dynamite Düx                       | Amiga, Atari ST, Amstrad CPC, Commodore 64, ZX Spectrum                                                 |
| 1989 | Rick Dangerous                     | Amiga, Atari ST, MS-DOS, Amstrad CPC, Commodore 64, ZX Spectrum                                         |
| 1989 | Switchblade                        | Amiga, Atari ST, Amstrad CPC, Commodore 64, ZX Spectrum, Amstrad GX4000                                 |
| 1990 | Monty Python's Flying Circus       | Amiga, Atari ST, MS-DOS, Amstrad CPC, Commodore 64, ZX Spectrum                                         |
| 1990 | Rick Dangerous 2                   | Amiga, Atari ST, MS-DOS, Amstrad CPC, Commodore 64, ZX Spectrum                                         |
| 1990 | CarVup                             | Amiga, Atari ST                                                                                         |
| 1991 | Chuck Rock                         | Acorn, Amiga, Amiga CD32, Atari ST, Commodore 64, Sega CD, Game Gear, Sega Genesis, SNES, Master System |
| 1991 | Heimdall                           | Acorn, Amiga, Atari ST, MS-DOS, Sega CD                                                                 |
| 1991 | Frenetic                           | Amiga, Atari ST                                                                                         |
| 1992 | Chuck Rock II: Son of Chuck        | Amiga, CD32, Sega CD, Game Gear, Sega Genesis, Master System                                            |
| 1992 | Curse of Enchantia                 | Amiga, MS-DOS                                                                                           |
| 1992 | Wolfchild                          | Amiga, Atari ST, Sega CD, Game Gear, Sega Genesis, SNES                                                 |
| 1992 | Jaguar XJ220                       | Amiga, Sega CD                                                                                          |
| 1992 | Wonder Dog                         | Amiga, Sega CD                                                                                          |
| 1993 | Asterix and the Great Rescue       | Game Gear, Sega Genesis, Master System                                                                  |
| 1993 | Darkmere                           | Amiga, Atari ST                                                                                         |
| 1994 | BC Racers                          | Sega 32X, 3DO, Sega CD, MS-DOS                                                                          |
| 1994 | Banshee                            | Amiga, CD32                                                                                             |
| 1994 | Bubba 'n' Stix                     | Amiga, CD32, Sega Genesis                                                                               |
| 1995 | Skeleton Krew                      | Amiga, CD32, Sega Genesis                                                                               |
| 1996 | Shellshock                         | MS-DOS, PlayStation, Saturn                                                                             |
| 1996 | Tomb Raider                        | MS-DOS, PlayStation, Saturn                                                                             |
| 1997 | Fighting Force                     | Microsoft Windows, PlayStation                                                                          |
| 1997 | Tomb Raider II                     | Microsoft Windows, PlayStation                                                                          |
| 1998 | Ninja: Shadow of Darkness          | PlayStation                                                                                             |
| 1998 | Tomb Raider III                    | Classic Mac OS, Microsoft Windows, PlayStation                                                          |
| 1999 | Fighting Force 2                   | Dreamcast, PlayStation                                                                                  |
| 1999 | Tomb Raider: The Last Revelation   | Dreamcast, Microsoft Windows, PlayStation                                                               |
| 2000 | Tomb Raider: Chronicles            | Dreamcast, Microsoft Windows, PlayStation                                                               |
| 2001 | Tomb Raider: Curse of the Sword    | Game Boy Color                                                                                          |
| 2002 | Tomb Raider: The Prophecy          | Game Boy Advance                                                                                        |
| 2003 | Tomb Raider: The Angel of Darkness | Mac OS X, Microsoft Windows, PlayStation 2                                                              |
| 2005 | Smart Bomb                         | PlayStation Portable                                                                                    |
| 2007 | Free Running                       | PlayStation Portable                                                                                    |

- Axel's Magic Hammer
- Battlecorps
- Blastar
- Corporation
- Doodlebug
- Hook
- Herdy Gerdy
- Impossamole
- Premiere
- Project Eden
- Saint and Greavsie
- Skidz
- Soulstar
- Thunderhawk AH-73M
- Torvak the Warrior
- Universe
- War Zone